# Zitadellenviertel

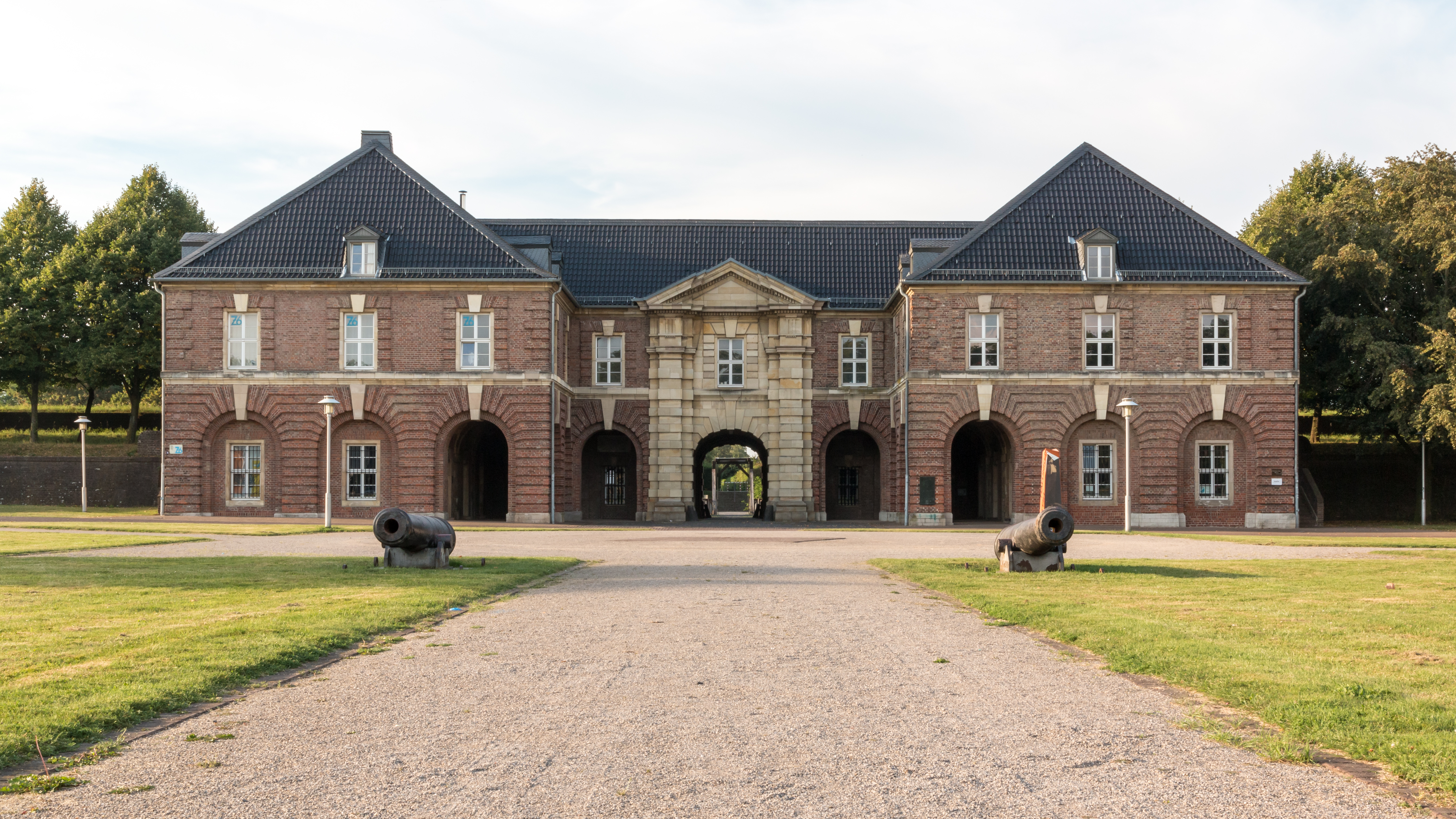
Haupttorgebäude der Zitadelle von Süden (2016)

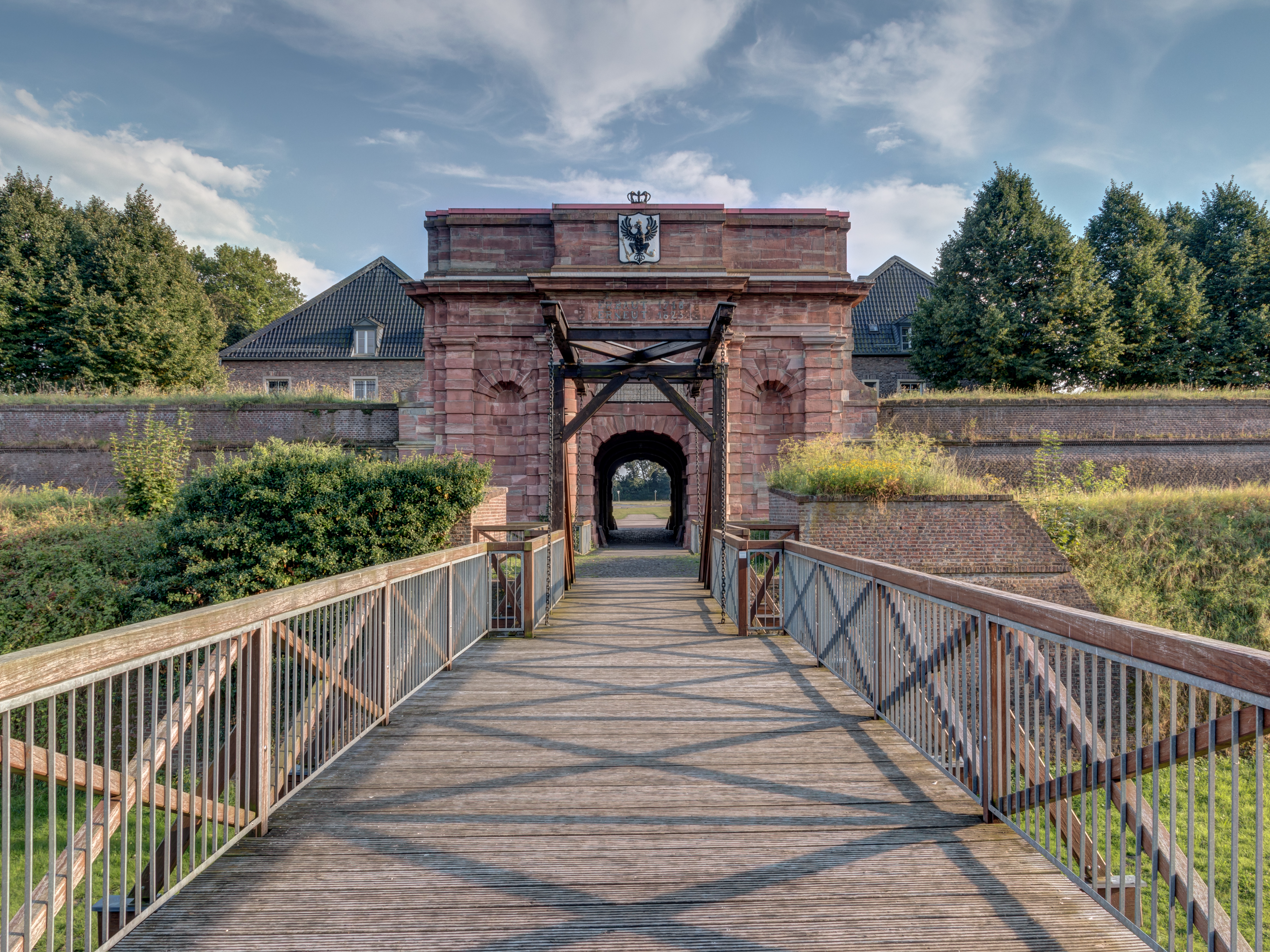
Haupttorgebäude von Norden mit Zuweg über Stettiner Straße (2016)

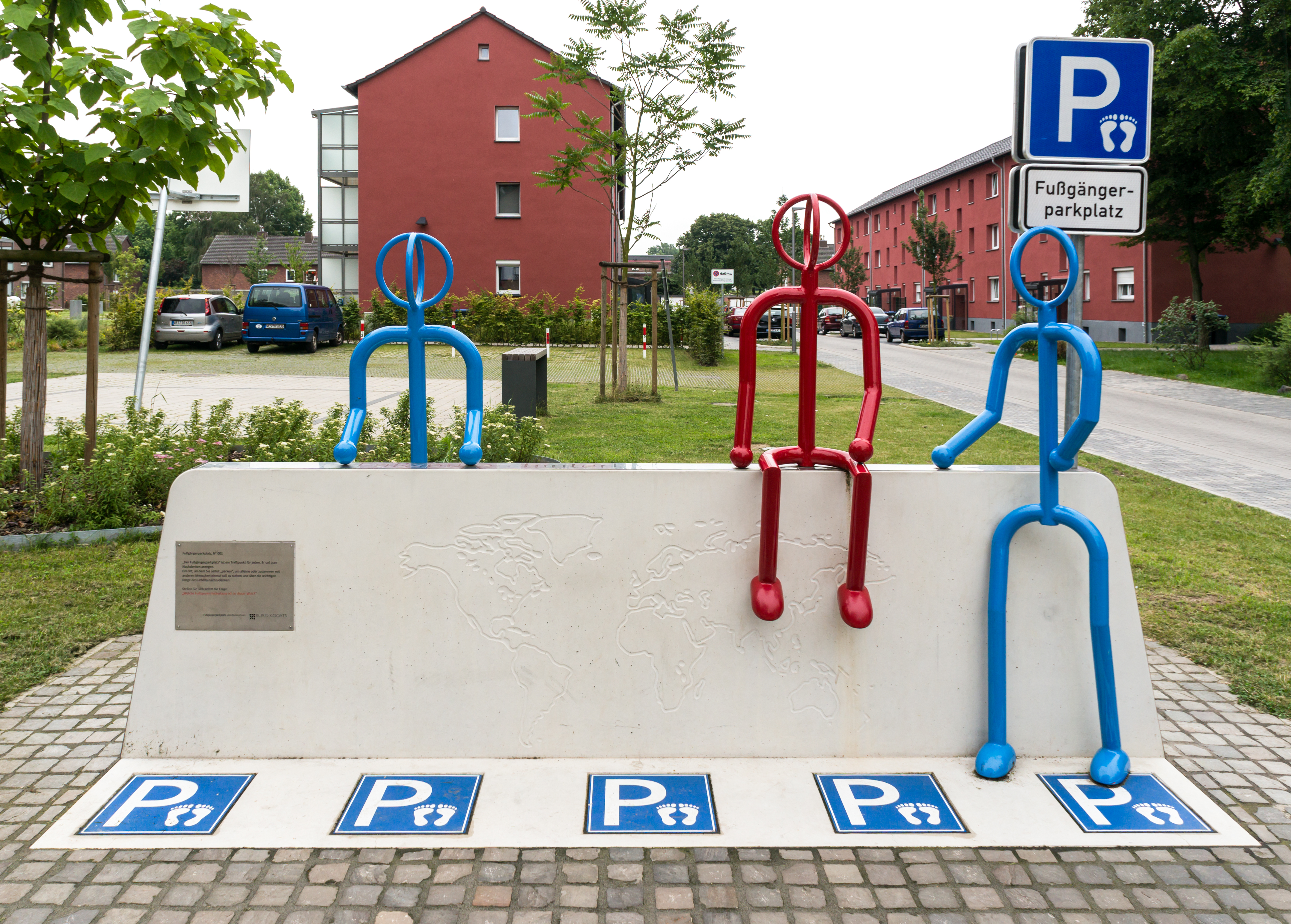
Skulptur „Fußgängerparkplatz“ und Wohnbebauung an der Stettiner Straße (2014)

Das Zitadellenviertel ist ein Stadtviertel von Wesel am Niederrhein. Es liegt im Süden der Innenstadt und ist nach der dort gelegenen Weseler Zitadelle benannt.

## Lage
Das Zitadellenviertel liegt im Süden der Weseler Innenstadt. Es wird im Norden durch die Straßen Esplanade und Norbertstraße, im Westen und Südwesten durch die Bundesstraße 8 (Südring), im Südosten durch die Bundesstraße 58 (Schillstraße) und im Osten durch den südlichen Teil der Kreuzstraße begrenzt. Die B 8 und die B 58 sind Teil der Ringstraße um die Weseler Innenstadt, während die Esplanade als Teil eines „inneren Rings“ gilt, der den Kern der Innenstadt umgibt. Das Zitadellenviertel kann folglich zum äußeren Bereich der Innenstadt gezählt werden. Die namensgebende Zitadelle liegt im äußersten Süden des Viertels, einige ihrer Teilgebäude liegen jedoch auf der anderen Seite der B 58 und damit im Schillviertel. Von der Zitadelle aus erstreckt sich das Viertel rund 500 Meter Richtung Norden. Vom Nordrand des Zitadellenviertels aus beträgt die Entfernung zum Innenstadtzentrum mit der Fußgängerzone und dem Großen Markt als deren Endpunkt nur rund 300 Meter.
Im nördlichen Teil des Viertels bestehen hauptsächlich in Nord-Süd-Richtung angelegte Wohnstraßen. Am südlichen Rand befinden sich mit der Zitadelle, dem Preußen-Museum Wesel und der Schule am Ring vor allem öffentliche Gebäude.

## Geschichte
1681 begann der Ausbau der Stadt zur Festung Wesel und im Rahmen dessen wurde südlich der Stadt ab 1688 die Zitadelle erbaut. Mittels stumpfer Bastionen wurde das Gebäude an die Stadtmauer angeschlossen. Dazwischen lag im Bereich des heutigen Zitadellenviertels eine bislang außerhalb der Stadtbefestigung liegende Fläche, die zur Esplanade der Zitadelle wurde. Die Esplanade war ein zwischen Zitadelle und Stadt gelegener Parade- und Exerzierplatz des Militärs, der als Freifläche gut zu überwachen war. Die damalige Esplanade lag in Ost-West-Richtung entlang der heutigen Straße, war jedoch auch in Nord-Süd-Richtung ausgedehnt und umfasste weite Teile des heutigen Zitadellenviertels. Zwischen der Zitadelle und der Esplanade lag unter anderem ein breiter Graben und einige Werke, sodass die Zitadelle auch auf der Stadtseite geschützt war.
1886 wurde ein Vertrag zur Entfestigung Wesels unterzeichnet und in der Folge kam es ab 1890 zu großen städtebaulichen Veränderungen. Es entstanden die Ringstraßen, die das heutige Zitadellenviertel eingrenzen. Ein Teil der Zitadelle wurde damals abgerissen, um die Schillstraße (heutige B 58) als Verbindung zwischen Stadt und Rheinbrücke hindurchbauen zu können. Das Gebiet des heutigen Zitadellenviertels blieb bis zum Ende des Zweiten Weltkriegs weitgehend unbebaut und war teilweise von Festungsgräben durchzogen. 1931 errichteten die Vereine BSV Viktoria Wesel und DJK Wesel dort zwei Sportplätze, bereits zuvor war ein als „Jugendburg“ benanntes Gebäude eines katholischen Jugendvereins dort eingerichtet worden.
In den ersten Nachkriegsjahren entstanden im Gebiet der früheren Esplanade aufgrund der großen Wohnungsnot in der stark zerstörten Stadt nicht genehmigte Bauten und selbst das eigentlich teilweise zerstörte Haupttor der Zitadelle wurde für Notwohnungen genutzt. Die Stadt wollte das ehemals militärisch genutzte Gelände für Wohnraum verwenden, musste jedoch zunächst mit staatlichen Stellen verhandeln, da es aufgrund der früheren militärischen Nutzung zum großen Teil in staatlichem Besitz war. Durch das Notstandshilfswerk „Wesel hilft sich selbst“ wurden ab Februar 1949 an der heutigen Weimarer Straße und Stettiner Straße große Reihenhäuser gebaut. Es handelte sich um das erste begonnene Bauprojekt des Hilfswerks. An der Dresdner Straße entstand 1951 eine so genannte Bundesversuchssiedlung. An der Gerhart-Hauptmann-Straße wurde in den späten 1950er Jahren Wohnraum für DDR-Flüchtlinge geschaffen. Ein Teil des Geländes blieb hingegen in staatlicher Hand und wurde für öffentliche Stellen genutzt. Neben Finanzamt und Arbeitsamt wurde das Viertel zum Standort des lokalen Kreiswehrersatzamts, das sich an der Kreuzstraße befand und 2012 aufgelöst wurde. Bis 1995 befand sich an der Gerhart-Hauptmann-Straße zudem die Katastrophenschutzschule Nordrhein-Westfalen. 1959 wurde an der Rheinbabenstraße eine nicht mehr bestehende Volksschule eröffnet. Seit 2003 befindet sich an derselben Straße die Schule am Ring, bei der es sich um eine Förderschule handelt, die zuvor in Bergerfurth ihr Gebäude hatte.
Bei den Bauprojekten der Nachkriegsjahre wurde auf eine schnelle und kostengünstige Fertigstellung gesetzt, sodass die Bauweise insgesamt minderwertig war. Weil weite Teile der Immobilien im Besitz des städtischen Bauvereins sind, wurden ab 2007 gezielt umfassende Sanierungen durchgeführt. Zwischen 2008 und 2013 wurden 300 Wohnungen saniert und dafür rund 12 Millionen Euro investiert. Durch die Auflösung des Kreiswehrersatzamtes entstand etwa zeitgleich eine Möglichkeit zur Erweiterung des Wohnraums. 2017 begann auf dessen Gelände der Bau von 58 Wohnungen und eines Gebäudes für die radiologische Praxis des Marien-Hospitals Wesel.

## Kultur
Die Zitadelle hat sich zu einem Kulturzentrum entwickelt. Auf der im Zitadellenviertel gelegenen Seite befinden sich unter anderem das Preußen-Museum Wesel und das Stadtarchiv Wesel. Jedes Jahr im September ist die Zitadelle ein zentraler Veranstaltungsort der Weseler Kulturnacht. Die vom Haupttor der Zitadelle aus über einen Fußweg direkt erreichbare Stettiner Straße ist in das Programm der Kulturnacht eingebunden. Ein mit Kerzen ausgeleuchteter Weg führt dort entlang von der Zitadelle ins Stadtzentrum.